# PlayBox’99
Nagrody PlayBox’99 – nagrody muzyczne przyznane w 1999 roku przez 170 polskich rozgłośni radiowych krajowym twórcom muzyki rozrywkowej za osiągnięcia w 1998 roku.

## Zwycięzcy

### Wokalista Roku
- Krzysztof Cugowski

### Wokalistka Roku
- Beata Kozidrak

### Debiut Roku
- Reni Jusis

### Grupa Roku
- Budka Suflera

### Gitarzysta Roku
- Grzegorz Skawiński

### Basista Roku
- Wojtek Pilichowski

### Perkusista Roku
- Tomasz Zeliszewski

### Klawiszowiec Roku
- Grzegorz Ciechowski

### Dęciak Roku
- Tytus Wojnowicz

### Firma Fonograficzna Roku
- Pomaton EMI

### Przebój Roku – Złota Dziesiątka
1. Urszula - Anioł wie
2. Czarno-Czarni - Nogi
3. Reni Jusis - Zakręcona
4. Beata - Siedzę i myślę
5. Beata - Taka Warszawa
6. Budka Suflera - Martwe morze
7. Kasia Kowalska - Co może przynieść nowy dzień
8. Norbi - Nie zaczepiaj mnie
9. O.N.A. - Najtrudniej
10. Anita Lipnicka - Historia jednej miłości